# Мандари (Северна Дакота)
Мандари (енгл. Mandaree) насељено је место без административног статуса у америчкој савезној држави Северна Дакота.

## Демографија
По попису из 2010. године број становника је 596, што је 38 (6,8%) становника више него 2000. године.
| Група             | 2000.     | 2010.     |
| Белци             | 16 (2,9%) | 17 (2,9%) |
| Афроамериканци    | 0 (0,0%)  | 0 (0,0%)  |
| Азијати           | 0 (0,0%)  | 0 (0,0%)  |
| Хиспаноамериканци | 11 (2,0%) | 43 (7,2%) |
| Укупно            | 558       | 596       |